# Bromophila caffra
Bromophila caffra är en tvåvingeart som först beskrevs av Macquart 1846.  Bromophila caffra ingår i släktet Bromophila och familjen bredmunsflugor. Inga underarter finns listade i Catalogue of Life.